# Mount Union (Iowa)
Mount Union – miasto w Stanach Zjednoczonych, w stanie Iowa, w hrabstwie Henry. Zgodnie ze spisem statystycznym z 2000 roku, miasto liczyło 132 mieszkańców.